# Unni
Unni de Hamburgo – nascido em 916, falecido em 936 em Birka, na Suécia – foi um arcebispo de Hamburgo, conhecido como o ”terceiro apóstolo da Escandinávia”. Foi como missionário para a Dinamarca e depois para a Suécia, onde se estabeleceu em 935 na cidade de Birka, com o propósito de continuar a cristianização dos viquingues, continuando o trabalho iniciado por Santo Ansgário, de cuja missão não encontrou nenhuns vestígios.